# Прилужний II
Прилу́жний II — пасажирська зупинна залізнична платформа Лиманської дирекції Донецької залізниці.
Розташована на півдні смт. Билбасівка, Краматорський район, Донецької області на лінії Слов'янськ — Лозова між станціями Слов'янськ (4 км) та Шидловська (8 км).
Станом на початок 2016 р. через платформу слідують приміські електропоїзди, проте не зупиняються.